# Hermann Schacht
Hermann Schacht, född 15 juli 1814 i Ochsenwerder vid Hamburg, död 20 augusti 1864 i Bonn, var en tysk botaniker.
Schacht var en av de främsta deltagarna i mikroskoperingen och den växtanatomiska forskningen i mitten av 1800-talet och blev professor vid Bonns universitet 1859. Han vann han stort inflytande genom sina läroböcker, som fick vidsträckt användning, såsom Das Mikroskop und seine Anwendung (1851) och Die Pflanzenzelle (1852) och Lehrbuch der Anatomie und Physiologie der Gewächse (1856). Dessa arbeten ansågs ha stora förtjänster genom många nya och självständiga iakttagelser och utmärkta illustrationer, men var i vissa avseenden efter sin tid och skilde inte alltid på huvudsak och bisak. Av populärvetenskapligt innehåll är hans böcker Der Baum, Studien über Bau und Leben der höheren Gewächse (1853; ny upplaga 1860) och Madeira und Tenerifa mit ihrer Vegetation (1859).